# Quartier de la Maison-Blanche
Das Quartier de las Maison-Blanche ist das 51. der 80 Quartiers (Stadtviertel) von Paris im 13. Arrondissement.

Die Stadtviertel im 13. Arrondissement

## Lage
Der Verwaltungsbezirk im 13. Arrondissement von Paris wird von folgenden Straßen begrenzt:
- Westen: Rue de l'Amiral Mouchez, Rue de la Santé
- Norden: Boulevard Auguste Blanqui
- Osten: Avenue de Choisy, Avenue de la Porte de Choisy
- Süden: Hinter dem Boulevard périphérique (Rue du Val de Marne) liegen die Gemeinden Le Kremlin-Bicêtre und Gentilly

## Namensursprung
Der Name des Stadtviertels kommt von dem Weiler Maison Blanche, der früher in der Nähe der heutigen Metrostation Maison Blanche lag.

## Geschichte
Bis ins 18. Jahrhundert bestimmte der Butte aux Cailles (französisch Hügel der Wachteln) im Norden und das Tal der Bièvre das Bild der Gegend. Zwei Straßenzüge in Nord-Süd-Richtung führten hier durch, aus denen die Avenues d’Italie und de Choisy wurden. Das Gebiet gehörte damals zur Gemeinde Gentilly und lag damit außerhalb der Pariser Stadtmauern.
Die Thierssche Stadtbefestigung trennte 1841 das Viertel von Gentilly und die Urbanisierung begann. Bei der Eingemeindung 1860 waren vor allem das Tal der Bièvre und der südliche Teil noch völlig unbebaut. Das änderte sich im 19. Jahrhundert: Die Bièvre wurde zwischen 1904 und 1912 kanalisiert; im Rahmen der Maßnahmen zur Urbanisierung von Paris wurden die Landbesitzer enteignet; Straßen wurden angelegt; Industrieansiedlungen mussten weichen.
Im Rahmen der allgemeinen Stadtsanierung von Paris im 20. Jahrhundert (französisch Îlots insalubres parisiens du début du XXe siècle) und der Eröffnung der Linie 3 der Pariser Straßenbahn (2006) bekam das Viertel sein heutiges Aussehen.

## Sehenswürdigkeiten

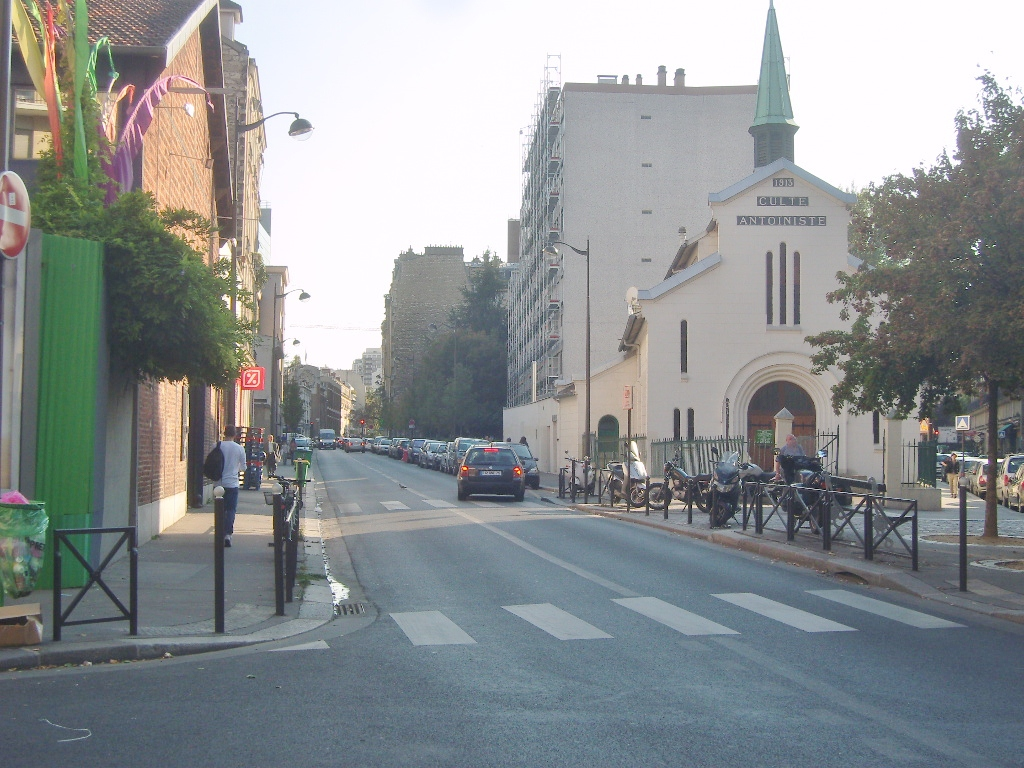
Kirche der Antonisten
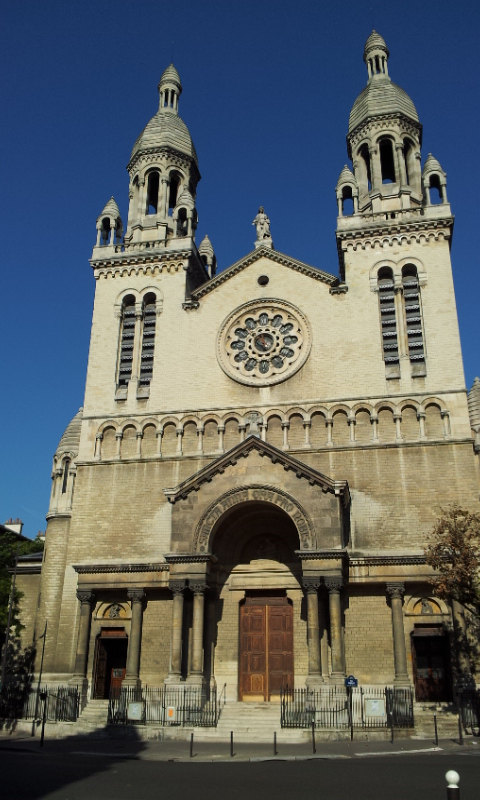
Église Sainte-Anne de la Butte-aux-Cailles
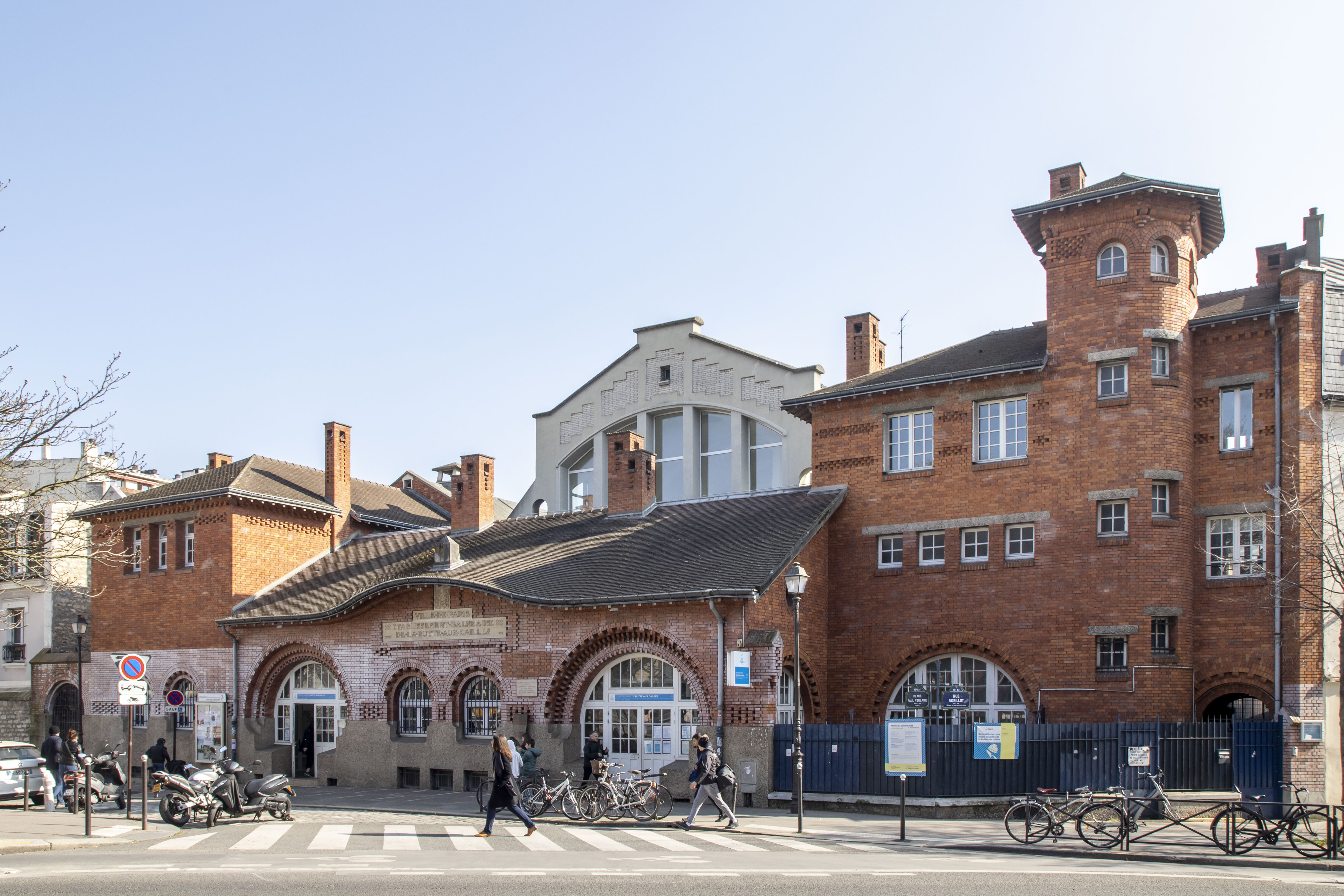
Piscine de la Butte-aux-Cailles am Place Paul Verlaine

- Kirche der Antonisten (34, Rue Vergniaud)
- Église Sainte-Anne de la Butte-aux-Cailles (188, Rue Tolbiac)
- Piscine de la Butte-aux-Cailles (7–8, Place Paul Verlaine), eines der ältesten Schwimmbäder von Paris
- Poterne des Peupliers, ein Ausfalltor der Thierssche Stadtbefestigung am Boulevard Kellermann
- Parc Kellermann, ist nach dem Abriss der Thierschen Stadtbefestigung entstanden.[3]
- Mail de Bièvre ist eine der 4 Mailbahn-Alleen in Paris.[4]
- Cité florale, ein Wohngebiet, das nach Blumen benannt ist und auch danach aussieht.[5]